# Ruciane-Nida
Ruciane-Nida (în germană Rudczanny/Niedersee- Nieden) este un oraș în Polonia.